# Łewkiwka (rejon iziumski)
Łewkiwka (ukr. Левківка) – wieś na Ukrainie, w obwodzie charkowskim, w rejonie iziumskim. W 2001 liczyła 598 mieszkańców.